# Onychonycteris
Onychonycteris är ett utdött släkte av fladdermöss som levde under eocen i Nordamerika. Den enda kända arten är Onychonycteris finneyi som fick sitt namn för att hedra Bonnie Finney som hittade fossilet året 2003.
Fossilet upptäcktes i delstaten Wyoming och det antas vara 55 till 50 miljoner år gammalt. Djuret har tydliga kännetecken som visar att fladdermöss utvecklade flygförmågan före förmågan för ekolokalisering. Fladdermusen hade klor vid alla fingrar och en bra utvecklad hälsporre (calcar) för att spänna upp svansflyghuden. Däremot har fossilet en liten hörselsnäcka som inte var lämplig för ekolokalisering. Frågan hur bra synförmågan var kan inte besvaras på grund av den skadade främre delen av kraniet. För släktet Icaronycteris som levde senare under eocen och som hittades vid samma fyndplats antas att det hade förmåga för att sända och motta ljudvågor. Även släktet Hassiannycteris som levde för 47 miljoner år sedan och som hittades i Messels gruva i Tyskland hade en bra utvecklad hörselsnäcka.